# Наріжний Максим Сергійович
Макси́м Сергі́йович Нарі́жний (28 грудня 1995, с. Яблучне, Великописарівський район, Сумська область, Україна — 27 березня 2017, с-ще Новолуганське, Бахмутський район, Донецька область, Україна) — футболіст ДЮФЛ, солдат Збройних сил України, боєць батальйону «Донбас-Україна», учасник російсько-української війни. Позивний «48-й».

## Біографія
Народився 1995 року в селі Яблучне Великописарівського району Сумської області. 2006 року родина переїхала до міста Суми. Захоплювався футболом, грав за сумські команди в молодіжних чемпіонатах України та турнірах Сумської області, провів 49 ігор в Дитячо-юнацькій футбольній лізі. Був вихованцем дитячо-юнацької спортивної школи «Фрунзенець». 2012 року закінчив Сумську середню загальноосвітню школу № 22 і вступив на навчання у Сумський державний педагогічний університет імені А. С. Макаренка.
Під час російської збройної агресії проти України перейшов на заочну форму навчання в університеті і вирушив добровольцем на фронт, у 2015 році підписав контракт на військову службу в Збройних силах України.
Солдат, стрілець-санітар штурмового відділення штурмового взводу 1-ї штурмової роти 46-го окремого батальйону спеціального призначення «Донбас-Україна» 54-ї окремої механізованої бригади.
Загинув 27 березня 2017 року близько 13:00, під час виконання бойового завдання з обстеження території поблизу селища Новолуганське, внаслідок підриву на вибуховому пристрої з «розтяжкою». Тоді ж загинув 21-річний солдат з Донецька Владислав Писаренко.
Похований 30 березня на Центральному кладовищі м. Суми, на Алеї Слави.
Залишились батьки, Тетяна і Сергій, та наречена Анастасія.

### Позивний
Позивний «48-й» отримав через те, що замість розміру взуття вказав розмір одягу, і йому видали взуття 48-го розміру.

## Нагороди
Указом Президента України № 42/2018 від 26 лютого 2018 року, за особисту мужність і самовіддані дії, виявлені у захисті державного суверенітету та територіальної цілісності України, зразкового виконання військового обов'язку, нагороджений орденом «За мужність» III ступеня (посмертно).